# TSV München 1860/1962 bis 1966
Dieser Artikel beschreibt den Verlauf der vier Runden 1962/63 bis 1965/66 vom TSV München 1860 im letzten Jahr der Fußball-Oberliga Süd 1962/63 und die drei ersten Jahre der neuen Fußball-Bundesliga 1963 bis 1966. Im letzten Jahr der Oberliga Süd, 1962/63, errangen die „Löwen“ die süddeutsche Meisterschaft, im ersten Jahr Bundesliga, 1963/64, folgte der Pokalerfolg, 1965 zog die Mannschaft von Trainer Max Merkel in das Endspiel im Europapokal der Pokalsieger ein und krönte die vierjährige Erfolgsserie 1966 mit dem Gewinn der deutschen Meisterschaft. Es wurde die erfolgreichste Epoche in der 1860-Fußballgeschichte.
Der größte Coup und vorentscheidender Schritt der Weiß-Blauen aus Giesing vom Stadion an der Grünwalder Straße zum Gewinn der Meisterschaft 1966 war der 2:0-Sieg am vorletzten Spieltag beim frischgebackenen Europapokalsieger und schärfsten Titelkonkurrenten Borussia Dortmund.

## Vorgeschichte: Oberliga Süd und Meisterschaft 1963, 1945 bis 1963
Die Sechziger gehörten von Beginn 1945/46 in Süddeutschland der in der amerikanischen Zone, der sogenannten „Oberliga“, an und belegten in der Debütrunde den 9. Rang. Trotz der widrigen Umstände fiel kein einziges Spiel aus. Und das in einer Zeit, in der gewaltige Flüchtlingstrecks durch Deutschland zogen, die wenigen Züge hoffnungslos überfüllt waren, LKWs zumeist mit Holzvergaser betrieben wurden und von einem eigenen Telefon nur geträumt werden konnte. Der große, weite Süden, geographisch zwischen Kassel und München, dem Rhein und den Ost-Grenzen zuhause, stellte von 1945 bis 1963 im Fußball eine Klasse für sich dar. Bis 1963 ließ der Süden in der sportlichen Bilanz der Jahre 18 bis 1 vor der Bundesliga den Westen knapp, den Norden und Südwesten deutlich, Berlin sowieso hinter sich. Die Mannschaften waren originär, die Besten von Stadt und Region, allenfalls einige „'Reingeschmeckte“, Ostflüchtlinge vielleicht oder Übersiedler aus dem Kohlerevier des Westens. Da ergab sich die Identifikation fürs Publikum ganz von selbst.
Die „Löwen“ gehörten aber nicht den Spitzenteams im Süden an, sie stiegen sogar 1953 und 1956 zweimal in die 2. Liga Süd ab und waren erst nach der Rückkehr 1957/58 bis Oberligaende 1963 durchgehend in der Liga am Ball. Die Wandlung aus dem Mittelfeld hin zur Tabellenspitze vollzog sich erst, als Präsident Adalbert Wetzel zur Saison 1961/62 den neuen Trainer Max Merkel von Borussia Dortmund losgeeist hatte. Der Nachfolger von Hans Hipp musste sich aber in seiner Premierenrunde 1961/62 mit einem 7. Rang begnügen, sein „Ausmisten“ im Spielerkader hatte nicht auf Anhieb den sofortigen Erfolg gebracht. Im zweiten Trainerjahr von Merkel, 1962/63, dem letzten der erstklassigen Oberliga-Ära und dem entscheidenden zur Bundesliganominierung, da trugen seine Maßnahmen aber die erhofften Früchte: 1860 war als Meister in die Bundesliga gestürmt, Merkel hatte sein Ziel erreicht, er hatte Zeichen gesetzt für eine neue Zeit mit Trainingslagern, zweimaligem Üben täglich, dem damaligen bundesdeutschen Kugelstoßmeister Dieter Urbach als Konditionstrainer, Fußpflege und auch Doping. Es wurde kräftig geschluckt und gespritzt, „bloß der Doktor hat nichts wissen dürfen“, gab Merkel im Gespräch für den Artikel von Hans Eiberle für das Oberligabuch im Klartext Verlag aus dem Jahr 1993 zum Besten.
Zum Spielerkader waren Wilfried Kohlars von der Duisburger SpV, der Rückkehrer Rudolf Zeiser von Hertha BSC, der Amateur vom TSV Gilching, Hans Humpa, und vor allem der überragende Torhüter Petar Radenković von Wormatia Worms neu hinzu gekommen. Im Gegenzug hatte Merkel Spieler wie Helmut Benthaus, Eckehard Feigenspan und Wolfgang Simon aussortiert. Die Ligarunde eröffnete 1860 mit einem 1:0-Auswärtserfolg am 19. August bei Aufsteiger Hessen Kassel. Torhüter Radenkovic hatte sein erstes Pflichtspiel für die Blau-Weißen bereits am 28. Juli bei einem 6:1 im Heimspiel im DFB-Pokal gegen Kassel absolviert und sollte alle 30 Ligaspiele beim Meisterschaftsgewinn in der Oberliga Süd bestreiten und war über Jahre ein unumstrittener Leistungs- und Sympathieträger bei den „Löwen“. Der 1960 vom SC Olching gekommene Mittelstürmer und Torjäger Rudolf Brunnenmeier setzte seine herausragende Torausbeute weiter fort und spielte sich dadurch auch in die Nationalmannschaft.
In der Ausarbeitung zum „Fußball in München“ kann man bei Ingo Schwab folgendes nachlesen: „Der Erfolg hat auch im Fußball viele Väter, ihre größten haben die Löwen zweifelsohne in Adalbert Wetzel, 17 Jahre lang Präsident des TSV 1860 München, und Max Merkel, Fußballtrainer bei diesem Club in den Jahren 1961 bis 1966. War Wetzel 'ein großer Mann mit einem großen Herzen', so hatte er mit Merkel den Mann gefunden, der für das viele Geld, das er mäzenatengleich auf dem Altar seiner Leidenschaft opferte, die erhofften Siege einfahren sollte. Doch der sportliche Erfolg forderte seinen Preis. Wetzel erinnert sich, wie unerbittlich und schonungslos Merkel ihm dies vor Augen geführt hatte: Er hat zu mir gesagt: 'Wollen Sie Erfolg haben, oder so weiterwursteln? Wenn nicht, dann muss der gehen, und der, und der. Es war eine komplette Mannschaft, und ich habe zu ihm gesagt, er sei verrückt'. [...] Vor der Saison 1962/63 halbierte Merkel den Mannschaftsstamm: Er entließ zehn von 21 Spielern, darunter selbst Nationalspieler Helmut Benthaus. Merkel gehörte zu den Trainern, die nicht nur von ihren Spielern bisher kaum gekannte Trainingsleistungen einforderten, sondern er sah auch rasch die personellen und strukturellen Schwächen der ihm anvertrauten Mannschaften und wusste sie zielstrebig zu verbessern. In bis dahin unbekannter Weise konfrontierte er seine Spieler mit den Anforderungen, die die verschärfte Konkurrenzsituation mit sich brachte. Waren die Spieler noch die amateurhaften Bedingungen der beschaulichen Oberligazeiten gewöhnt, in denen mit Geschick und Talent sicherlich ansehnlicher Fußball gespielt werden konnte, so forderte Merkel die sportliche Professionalisierung. [...] Charakteristisch für Merkel, den ‚großen Zampano‘, als der er vom Boulevard gesehen wurde, ist seine das Verhältnis Trainer-Spieler kennzeichnende Selbsteinschätzung: ‚Die Spieler sehen mich lieber gehen als kommen. Sie mögen mich nicht.‘“

## Pokalsieger und Finale im Europapokal, 1964 und 1965
Für die Debütrunde der Fußballbundesliga 1963/64 verstärkte Trainer Merkel den Spielerkader der „Blauen“ mit dem robusten und schussstarken Herner Mittelfeldspieler der Westfalia Herne Otto Luttrop, dem schnellen Angreifer von Kickers Offenbach Berti Kraus, dem vielseitig im Mittelfeld und im Angriff einsetzbaren Edeltechniker Peter Grosser vom Lokalrivalen FC Bayern München und der Nachwuchshoffnung für die linke Flügelposition von der SpVgg Lindau vom Bodensee, Rolf Thommes. Merkel glaubte an die Stärke seiner Mannschaft und beschrieb dies mit folgenden Worten: „Meine Mannschaft wird, da bin ich überzeugt, in der Bundesliga tüchtig mitmischen. Wenn sie annähernd auch auswärts das zu leisten vermag, was sie meist zu Hause bietet, dann werden wir im oberen Drittel der Tabelle stehen.“
Die befürchtete Auswärtsschwäche mit 9:21 Punkten verhinderte mehr als der erreichte 7. Platz, woran auch die Rückrundenbilanz mit 19:11 Punkten nichts ändern konnte, sondern nur noch die schwache Hinrunde mit 12:12 Zählern zurecht bog. Die fehlende Konstanz verdeutlichten mehrere Spielergebnisse: Am 12. Oktober wurde der 1. FC Nürnberg mit 5:0 abgekanzelt, das nachfolgende Ligaspiel verlor die Merkel-Truppe mit 0:5 beim Hamburger SV. Gegen die Uwe-Seeler-Mannschaft glückte am 7. März 1964 ein grandioser 9:2-Heimerfolg. In Schalke verlor 1860 am 30. November mit 1:2, am 18. April 1964 nahm man mit 7:1 Revanche. Gegen die permanent um den Abstieg kämpfende Hertha BSC wurden beide Spiele verloren: Das Heimspiel in der Hinrunde mit 1:2 und das Auswärtsspiel am 25. April 1964 mit 1:3. Im Olympiastadion in Berlin spielte aber Stopper Alfons Stemmer eine unrühmliche Rolle, da er sich von Hertha hatte bestechen lassen. Inwieweit der Kräfteverschleiß aus den Achtelfinalspielen im DFB-Pokal am 22. April – Hertha mit 4:3 gegen die SpVgg Fürth und 1860 mit 4:2 gegen den 1. FC Kaiserslautern – beim Bundesligaspieltag am 25. April in Berlin eine Rolle gespielt hatte, bleibt spekulativ. Rudi Brunnenmeier hatte mit 19 Treffern klar die interne Torjägerliste der Sechziger in der Ligarunde angeführt.
Es gab aber noch den DFB-Pokal und hier spielten sich die „Löwen“ mit Erfolgen gegen Borussia Dortmund (2:0), 1. FC Kaiserslautern (4:2), 1. FC Saarbrücken (3:1) und einem 4:1 n. V. im Halbfinale gegen den Regionalligisten FC Altona 93 in das Finale am 13. Juni 1964 in Stuttgart gegen Eintracht Frankfurt. Mit Treffern von Kohlars (43.) und Brunnenmeier (63.) gewann 1860 souverän bei mörderischer Hitze den Pokal. Im zweiten Spielabschnitt brennen die Löwen im Stuttgarter Glutofen ein wahres Fußballfeuerwerk ab, bei dem die Frankfurter nur noch staunende Statisten sind. Einen Tag später wird die siegreiche Mannschaft im Autokorso durch München kutschiert. Zehntausende jubeln ihr auf den Gehsteigen zu. München ertrinkt in Weiß-Blau.
In die zweite Bundesligarunde, 1964/65, gingen die Münchner „Löwen“ mit den Neuzugängen Bernd Patzke, Stefan Bena und Alfred Pyka; alle drei waren für die Stabilisierung der Defensive gedacht. Nur der Berliner, welcher aus Belgien (Standard Lüttich) nach München gekommen war, der Verteidiger Bernd Patzke schaffte es aber in die Stammformation. Bena der Mann von der Vojvodina Novi Sad kam lediglich in neun Spielen zum Einsatz, Pyka der einmalige Nationalspieler von Westfalia Herne kam überhaupt zu keinem Bundesligaeinsatz in München. Das Ergebnis erbrachte mit 35:25 Punkten den 4. Rang, mit 70 Toren erzielten die Blau-Weißen die meisten Treffer und Rudi Brunnenmeier wurde mit 24 Toren Torschützenkönig der Bundesliga. Aber mit 50 Gegentoren hatte die Merkel-Mannschaft die meisten Tore der vier Vereine an der Tabellenspitze erhalten. Meister wurde Werder Bremen mit 29 Gegentoren, Vizemeister der Titelverteidiger 1. FC Köln mit 45 Gegentreffern vor Borussia Dortmund auf dem 3. Rang mit 48 erhaltenen Toren. In den Heimspielen hatten die Sechziger wie Bremen 24:6 Punkte geholt, in den Auswärtsspielen verspielten sie dagegen mit 11:19 Punkten die mögliche Meisterschaft.
Berücksichtigen muss man aber bei den „Löwen“ die Dreifachbelastung durch Bundesliga, DFB-Pokal und die kräftezehrenden Spiele im Europapokal der Pokalsieger. Trainer Merkel war keine Autorität in der Belastungssteuerung – in diesen Jahren in der Bundesliga noch ein Fremdwort –, er war ein Mann des harten Konditionstrainings, der Disziplin im Kader und Motivationssteuerung durch die Auszahlung massiver Siegprämien. Guter Mannschaftsgeist, Zusammengehörigkeit und Freude am Spiel und Training – damit konnte der „Mann mit Zuckerbrot und Peitsche“ nichts anfangen.
Leistungsschwankungen gehörten im Ligaalltag zur Normalität, großartige Spiele wechselten sich mit unerklärlichen Einbrüchen in bunter Folge ab. Die „Löwen“ spielten den heimischen KSC im Wildparkstadion bei einem 5:1-Auswärtserfolg nach allen Regeln der Kunst aus und verloren mit 1:2 bei Hertha BSC beziehungsweise mit 0:3 bei Borussia Neunkirchen. Mit einem 2:1-Heimerfolg gegen den Meidericher SV beendete man die Hinrunde mit 17:13 Punkten auf dem 3. Platz. Man spielte Ende Februar 1965 den KSC bei einem 9:0-Heimerfolg in Grund und Boden, führte beim 6:4-Heimerfolg gegen Hertha BSC wieder beide Seiten der Medaille vor: 1860 führte in der 53. Minute mit 4:1, in den nächsten 15 Minuten kam die Hertha auf 5:4 heran, ehe Freddy Heiß in der 85. Minute der 6:4-Siegtreffer gelang. In dieser Phase verlor 1860 auch das Wiederholungsspiel im Achtelfinale um den DFB-Pokal mit 1:2 gegen den Südwest Regionalligisten FSV Mainz 05. Definitiv verspielte die Merkel-Truppe in den drei Rückrundenpartien gegen Stuttgart (0:3), Köln (2:3) und Bremen (2:) vom 25. bis 27. Spieltag (Ende März/Anfang April 1965) alle Meisterschaftsambitionen.
Im Europapokal dagegen zeigten sich die „Löwen“ fast durchgehend von ihrer besten Seite. Bissig in den Zweikämpfen, mit guter Ordnung und Taktik, spielfreudig in der Offensive und unbedingtem Siegeswillen. So setzte sich der deutsche Pokalsieger gegen Union Sportive Luxemburg, FC Porto, Legia Warschau und in drei Spielen im Halbfinale gegen den AC Turin mit Trainer Nereo Rocco um Torhüter Lido Vieri, Vorstopper Roberto Rosato und die Angreifer Giorgio Ferrini und Gerry Hitchens durch und zog in das Endspiel am 19. Mai 1965 in London gegen das heimische West Ham United ein. 10.000 Schlachtenbummler hatten ihre Mannschaft in die Schweiz zum Entscheidungsspiel im Züricher Letziggrund begleitet. Die „Abendzeitung“ organisierte in ihrer Aktion „Europapokal“ 118 Omnibusse, die für insgesamt 22.50 Mark Reisekosten samt Eintrittskarte die Anhängerschaft mit Freibier und Gratisbrotzeit von der Theresienwiese zum entscheidenden Spiel beförderten.
An einem Mittwochabend vor 97.947 Zuschauern im Wembley Stadium, die Sechziger hatten Nationalverteidiger Bernd Patzke zu ersetzen, setzte sich das Team von Manager Ron Greenwood um Leistungsträger wie Bobby Moore, Martin Peters, Geoff Hurst und den zweifachen Torschützen Alan Sealey mit 2:0 gegen die Münchner durch. „Wir haben verloren. Aber das große Erlebnis, in Wembley in einem Finale gespielt und dabei gut ausgesehen zu haben, das nimmt uns niemand mehr“, fasste Torhüter Radenkovic hernach zusammen – und niemand wollte da widersprechen. Das tolle Publikum in Wembley geleitete die Münchner mit Ovationen in die Kabinen, und selbst die englische Presse fand anerkennende Worte für die vor allem in der ersten Halbzeit beachtliche Vorstellung der Merkel-Elf.
Mit über 60 Bussen, der Bahn, über 40 Charterflugzeugen und Privatfahrzeugen hatten sich über 11.000 Münchner zur Unterstützung ihrer Mannschaft auf den Weg nach London gemacht. Die Tageszeitungen boten Sonderfahrten an. Übernachtung mit Frühstück, Hin- und Rückreise im Liegewagen samt Stadtrundfahrt kosteten 248 Mark, allerdings noch ohne Eintrittskarte. Die Stadtspitze verstand den Besuch des Endspiels gegen West Ham gerade in London als ein besonderes Muss, und Oberbürgermeister Vogel reiste mit einer siebenköpfigen Delegation an die Themse.

## Deutscher Meister 1966
Bei den Sechzigern war man auf den Appetit gekommen. Der ordentliche Saisonverlauf 1964/65, der wunderbare Abend im Wembley-Stadion, der begeisterte Empfang daheim – es galt, den Erfolg zu krönen. Um ganz an die Spitze zu gelangen, das gehobene Niveau nicht nur mit punktuellen Kraftanstrengungen zu demonstrieren, sondern auch stabil, Woche für Woche, Vorrunde wie Rückrunde, Stärke zu beweisen, dazu brauchte die Mannschaft erfahrene und Erfolg versprechende Spieler. Mit Friedhelm „Timo“ Konietzka schaffte es Merkel, den bereits treffsichersten Sturm der Liga noch zu verstärken. Die nicht ganz sattelfeste Abwehr wurde mit dem jugoslawischen Nationalspieler Zeljko Perusic verstärkt, der im defensiven Mittelfeld den gegnerischen Spielgestalter das Leben schwer zu machen verstand. Der Erfolg schien die Einkaufspolitik des Trainers zu bestätigen.
Mit einer herausragenden Hinrunde mit 29:5 Punkten legte 1860 die Grundlage zum Meisterschaftserfolg 1965/66. Mit drei Punkten Vorsprung vor dem Lokalrivalen FC Bayern und Borussia Dortmund führten die „Löwen“ die Bundesligatabelle nach der Herbstserie an. Die Verpflichtungen von Željko Perušić und Friedhelm Konietzka hatten sich als Volltreffer erwiesen und den bereits vorher guten Spielerkader noch weiter verbessert. Lediglich auf dem „Betzenberg“ stolperte das Merkel-Team in der Hinrunde und kassierte durch drei Treffer von Manfred Rummel eine unerwartete 0:3-Niederlage. Danach packte der Trainer die Peitsche aus. Mit Stoppuhr und Trillerpfeife bestrafte er das Team, das vier Tage später völlig erschöpft sogar gegen die eigene Reserve verlor; was Merkel nur noch wütender machte. Am darauffolgenden Samstag konnte die Mannschaft zum Spiel gegen den VfB Stuttgart nach einer Woche Merkel-Dressur kaum noch laufen.
Neben der auf jeden Fall imponierenden Offensivleistung mit 80 erzielten Treffern und der positiven Punkteausbeute in den Auswärtsspielen – 22:12 Punkte mit 37:23 Toren – spielte aber auch die Belastung des Meisterschaftskonkurrenten Borussia Dortmund im Europapokal eine Rolle, wovon die „Löwen“ auf der Zielgeraden der Bundesliga profitieren sollten. Die Schwarz-Gelben vom Stadion Rote Erde verloren nach dem siegreichen EC-Finale gegen Liverpool die drei restlichen Bundesligaspiele gegen Bremen (0:1), 1860 München (0:2) und am letzten Spieltag auch noch mit 1:4 bei Eintracht Frankfurt und so holten die Blau-Weißen die Meisterschaftsschale nach München.
Im Messestädte-Pokal war 1860 im März 1966 am FC Chelsea (2:2/0:1) gescheitert, wo man sich auch bei Eintracht Frankfurt am 26. März eine deftige 2:5-Niederlage eingehandelt hatte.
Der Jubel über den Meisterschaftsgewinn bei den Blau-Weißen wurde allerdings durch zahlreiche Querelen getrübt, die den Titelgewinn im Saisonverlauf mehrfach gefährdet hatten, wurde von den Chronisten der Fußball-Geschichte über „Die Löwen“ in ihrem Buch berichtet. Trainer Merkel hatte seine eigenen Vorstellungen, wie man einer Mannschaft zur Meisterschaft verhilft. „Ich fühle mich wie ein Dompteur, der in der Manege mit der Peitsche schnalzt. Kehrt er seinen Raubtieren auch nur für einen Moment den Rücken zu – schon greifen sie mit der Tatze nach ihm. Auch Fußballer brauchen die Peitsche. Und wenn's geklappt hat, bekommen s’ von mir ihr Zuckerl“, dozierte er und scheuchte sein Team erbarmungslos über das Trainingsgelände. Wenn die Mannschaft einmal schlecht spielte – und ob das der Fall war, entschied niemand anderes als der „Dompteur“ persönlich –, dann gab es deftige Kritik und noch mehr Konditionstraining. Von Harmonie war nichts zu spüren. Otto Luttrop bezeichnete Merkel im Training als „A...“ und musste dafür zwei Spiele pausieren. Merkel schimpfte und motzte nach jedem Spiel. Mit Beginn der Rückserie eskalierten die Auseinandersetzungen zwischen der Mannschaft und ihrem Trainer. Ausgerechnet im Winter, sonst immer die beste Saisonphase der Löwen, gerieten diverse Stammspieler in die Krise, aus der Trainer Merkel sie mit der Peitsche herausholen wollte. [...] Vor dem Spiel gegen Werder Bremen (am 12. März 1966) bat Kapitän Grosser sogar um eine Pause und setzte sich auf die Tribüne. Wie sich später herausstellen sollte, hatten Grosser und Radenkovic in der Phase der Besserung das Training übernommen, weil Merkel nach einer Beschwerde der Spieler über seine Trainingsmethoden beleidigt gewesen war. Der Wiener ließ keine Gelegenheit aus, seine Mannschaft öffentlich niederzumachen. Mit dem 2:0 bei Borussia Dortmund wurde der Grundstein zur Meisterschaft gelegt. Der Sieg war gleichzeitig Beleg für den enormen Anteil, den Trainer Merkel trotz aller Kritik an seinem Führungsstil am Titelgewinn der Löwen hatte. Sein taktisches Konzept, die Deckung zu verstärken und aus der Tiefe heraus Dortmunds Abwehr zu überwinden, war glänzend aufgegangen. Uns sein Schachzug, den seit dem 3:3 (26. Februar) gegen Duisburg nicht mehr eingesetzten Zeiser überraschend gegen Dortmunds Europacuphelden Sigi Held aufzubieten, erwies sich als Volltreffer. Für die Mannschaft und ihren Trainer rentierte sich der Erfolg natürlich auf finanziell. 30.000 Mark konnte Merkel seinem Konto gutschreiben lassen, jeder Spieler erhielt eine „stattliche Summe“. Trotzdem – die Spaltung zwischen Mannschaft und Trainer war längst vollzogen. Und den nächsten Wermutstropfen gab es schon kurz nach dem Titeltriumph, als Bundestrainer Helmut Schön seinen Kader für WM in England bekannt gab. Mit Bernd Patzke war nur ein einziger Löwe darunter, während Brunnenmeier, Grosser und Heiß überraschend daheimbleiben mussten.
Merkel hatte diese Mannschaft mit Blick auf den schnellen Erfolg vor allem aus „fertigen“ Spielern zusammengestellt, die über Erfahrung verfügten und bereits auf persönliche Erfolge zurückblicken konnten. Das Konzept „Prämierung für Leistung“ geriet allerdings in dem Moment in die Gefahr, als zwar das Verhältnis zwischen Leistung und Entgelt stimmte, die Spieler aber feststellen mussten, in ihrer Persönlichkeit weit über das erträgliche Maß verletzt worden zu sein. [...] Die Reibereien zwischen Merkel und der Mannschaft hatten das erträgliche Maß überstiegen, nicht zuletzt wegen seiner die Spieler immer wieder verletzenden Kritik. [...] Die Spannungen und Verstimmungen führten dazu, dass der Trainer und die Mannschaft auch auf dem Platz nicht mehr zueinander fanden.
Folgende Spieler kamen in der Meisterschaftsrunde 1965/66 bei München 1860 zum Einsatz:
Abwehr: Petar Radenkovic (34/0), Bernd Patzke (28/0), Hans Reich (26/0), Manfred Wagner (26/0), Rudolf Zeiser (12/0), Rudolf Steiner (9/0);
Mittelfeld: Zeljko Perusic (34/0), Peter Grosser (32/18), Otto Luttrop (22/1), Hans Küppers (19/4);
Angriff: Rudolf Brunnenmeier (27/15), Friedhelm Konietzka (33/26), Alfred Heiß (31/10), Hans Rebele (22/5), Wilfried Kohlars (19/0).

## Nach der Meisterschaft bis zum Abstieg 1970
Schon im Jahr eins nach Gewinn der Meisterschaft verschlimmerte sich die finanzielle Situation derart dramatisch, dass Präsident Wetzel sogar sein Haus verpfänden musste, um Schlimmeres zu verhindern. Sanieren konnte er seinen geliebten TSV 1860 damit allerdings nicht und so taumelten die Löwen schon kurz nach ihrem Titelgewinn allmählich Richtung Regionalliga.
Sechzig-Problem Nummer drei neben Merkel und Schulden war die Transferpolitik. Mit Fahrian, Lutz und Peter wurden 1966 drei Akteure verpflichtet, die verhältnismäßig teuer waren und sich allesamt als Flops erwiesen. Gleichzeitig war mit Otto Luttrop ein Leistungsträger abgegeben worden, was die Löwen nicht kompensieren konnten. Zur Winterpause – Titelverteidiger 1860 lag bereits scheinbar aussichtslos auf Rang 9 – eskalierte dann der Dauerstreit zwischen Mannschaft und Trainer. „Unter Merkel spielen wir keine Sekunde mehr“, übermittelten Kapitän Grosser und Petar Radenkovic Präsident Wetzel, dem keine andere Wahl blieb, als seinen Lieblingstrainer zum 10. Dezember 1966 zu entlassen.
Sportlich wogen zusätzlich die Sperren von Manfred Wagner und Timo Konietzka aus der 1:2-Heimniederlage gegen Borussia Dortmund am 8. Oktober 1966 schwer; der Ex-Dortmunder hatte in der Meisterschaftsrunde 1965/66 mit 26 Treffern die meisten Tore für die Merkel-Mannschaft erzielt und war unbestritten in der Anfangsära der Bundesliga einer der torgefährlichsten Angreifer und fast nicht zu ersetzen. Verteidiger Wagner gehörte zu den zuverlässigsten Akteuren im Kader und war eine Konstante in der Defensive. Beide waren erst wieder im Jahr 1967 einzusetzen, Konietzka sogar erst ab dem 15. April 1967. Folgerichtig fehlten die zwei Spieler auch in den Spielen im Europacup der Meister gegen Real Madrid im November 1966 gegen Real Madrid (1:0/1:3).
Zum endgültigen Bruch zwischen Merkel und den Spielern war es in einem Moment gekommen, in dem die sportliche Misere überwunden schien: Beim Club in Nürnberg erreichte 1860 ein verdientes 2:2 und schlug dann am 10. Dezember 1966 daheim Werder Bremen mit 2:1 und die „Löwen“ belegten nach dem 16. Spieltag mit 17:15 Punkten den 8. Rang. Das Training der Folgewoche stand unter einem unguten Stern: Die persönlichen Reibereien zwischen Trainer und Spielern drohten zu eskalieren, Merkel kündigte der Mannschaft an, „ausmisten“ zu wollen und eine radikale Umgestaltung in Angriff zu nehmen. Damit freilich bewirkte er eine Solidarisierung der Spieler untereinander, die sich mit Ausnahme von Wolfgang Fahrian alle gegen eine weitere Zusammenarbeit mit Max Merkel aussprachen.
In der Formation mit Petar Radenkovic; Friedel Lutz, Rudolf Steiner; Rudolf Zeiser, Hans Reich, Zeljko Perusic; Alfred Heiß, Hans Küppers, Rudolf Brunnenmeier, Peter Grosser und Hans Rebele bestritt 1860 München am 10. Dezember das letzte Spiel mit Trainer Merkel bei einem 2:1-Heimsieg gegen Werder Bremen.
Merkel musste gehen, und als neuer Mann auf dem Sechziger-Trainerstuhl agierte sein bisheriger Assistent Hans-Wolfgang Weber. Er blieb aber nur wenige Wochen im Amt und übergab die Trainingsleitung am 16. Februar 1967 dem ehemaligen Oberliga- und Nationalspieler Gunther Baumann, unter dem schließlich noch die Vizemeisterschaft heraussprang.
Altnationalspieler Albert Sing übernahm von Baumann zur Saison 1967/68 überraschend das Traineramt bei den „Löwen“ und Fahrian, Konietzka und Lutz verließen den Verein. Der „Gesundschrumpfungsprozess“ durch die Betonung auf Amateure und Nachwuchsspieler zu setzen drohte sowohl sportlich als auch finanziell zu scheitern. Mit 33:35 Punkten landete der Meister des Jahres 1966 auf dem 12. Rang. Hans Pilz löste Sing zum 1. November 1968 als Trainer ab und führte die Blau-Weißen 1968/69 mit 34:34 Punkten auf den 10. Rang.
Zur Saison 1969/70 war Fritz Langner für Trainer Pilz gekommen. Langner, der sich als Trainer „vom alten Schlag“ verstand und auf Disziplin, Autorität und unbedingter Gehorsam setzte. Nichts von dem wurde allerdings in jenen Tagen des gesellschaftlichen Aufbruchs gebraucht. Auch im Fußball hatten sich die Zeiten geändert. Ein Mann wie Langner, der auf dem Trainingsplatz einen rüden Kasernenhofton an den Tag legte, war gänzlich ungeeignet, zumal die Löwen-Kader nach den diversen Ausverkäufen vor jungen und „modern denkenden“ Spielern nur so strotzte. Nach dem 12. Spieltag stand 1860 München mit 5:19 Punkten auf dem 18. Rang und Langner wurde zum 13. November von dem ehemaligen österreichischen Torjäger Franz Binder abgelöst.
Mit der 1:2-Auswärtsniederlage am 30. April 1970 beim MSV Duisburg war dann aber der Abstieg der Löwen in die Regionalliga Süd endgültig besiegelt. Die 1:0-Führung durch Klaus Fischer in der 33. Minute erzielt wurde von 1860 bis zur 80. Minute gehalten, ehe Rainer Budde der 1:1-Ausgleichstreffer glückte und Bernd Lehmann drei Minuten später einen Foulelfmeter zum 2:1-Endstand für die „Zebras“ verwandelte. Damit waren die Löwen abgestiegen.
Die Aufstellung beim Spiel in Duisburg lautete:
Petar Radenkovic; Rudolf Zeiser, Manfred Wagner, Horst Blankenburg, Wolfgang Lex; Hans-Günther Kroth, Wilfried Kohlars, Rudolf Kölbl; Ferdinand Keller, Klaus Fischer, Horst Berg.